# Pegasusbroen
Pegasusbroen er en klapbro over kanalen mellem Caen og havet i nærheden af Ouistreham i Frankrig. Broen, som også kaldes Bénouville broen efter landsbyen var et vigtigt mål i Operation Tonga. Enheder landede med svævefly få meter fra broen under invasionen i Normandiet kort efter midnat natten mellem 5. – 6. juni 1944. Den fik sit navn til ære for denne operation. Navnet stammer fra de britiske angriberes skulderemblem: den vingede hest Pegasus.
Denne bro er en særlig klapbro – en "rullende klapbro" - idet den ikke drejer omkring et punkt, men bruger en tandstangsmekanisme.

## Slaget om broen
Om natten mellem den 5. og 6. juni landede en styrke på 181 mand under kommando af Major John Howard i seks Horsa svævefly for at erobre Pegasusbroen og "Horsabroen", nogle få hundrede meter mod øst over Orne-floden. Styrken bestod af elementer af B- og D-kompagnierne i 2. bataljon af Oxfordshire and Buckinghamshire Light Infantry, en deling fra B-kompagniet i Royal Engineers og folk fra svæveflyverregimentet. Målet var at forhindre tyske kampvogne i at krydse broerne og angribe den østlige flanke under landgangen ved Sword Beach.
Fem af svæveflyene landede 35 meter fra deres mål kl. 0:16. Angriberne strømmede ud af deres ramponerede svævefly og overraskede fuldstændig de tyske forsvarere. Broerne blev erobret i løbet af 10 minutter. Angriberne mistede to mand ved angrebet: løjtnant Denholm Brotheridge og underkorporal Fred Greenhalgh.
Greenhalgh druknede, da hans svævefly landede. Løjtnant Brotheridge blev dermed den første allierede soldat, som døde i kamp på D-dag.
Et svævefly, som havde fået til opgave at deltage i erobringen af Horsa-broen, landede ved broen over floden Dives, 11 km borte. De fleste soldater fra dette svævefly gik gennem de tyske linjer til landsbyen Ranville, hvor de blev genforenet med de britiske styrker. Ox & Bucks regimentet blev en halv time efter landingen forstærket med 7. bataljon fra faldskærmsregimentet og fik forbindelse med styrkerne fra landgangen da Lord Lovats britiske kommandosoldater nåede frem i løbet af formiddagen.

## I dag
De fleste soldater, som døde i disse aktioner, er begravet på kirkegården i Ranville. Løjtnant Brotheridges grav, som ligger på kirkegårdspladsen, har en mindeplade, som blev opsat af familien Gondrée, hvis hus nær Pegasus Broen var det første, der blev befriet på D-dag. Det rummer i dag en cafe og et lille museum. Arlette Gondrée, som nu driver Café Gondrée, var en lille pige, som boede i huset, da det blev befriet.
En ny bro blev tegnet af Spie Batignolles og stod færdig i 1994. Den gamle Pegasusbro er opstillet ved museet om angrebet på Pegasusbroen.

## I folkelig kultur
Begivenhederne ved Pegasusbroen indgår i filmen Den Længste Dag. Rollen som major Howard blev spillet af Richard Todd, som selv deltog i forsvaret af Pegasus broen som efterretningsofficer i 7. faldskærmsbataljon på D-dag.
Videospillet Call of Duty indeholder et niveau om erobringen og forsvaret af Pegasus broen.
Brætspillet Advanced Squad Leader starter med det indledende svæveflyangreb og slutter da The Royal Warwickshires ankommer.
Denne aktion er det første scenarie i brætspillet Memoir '44.

## Yderligere læsning
- Ambrose, Stephen E. (1985; 2nd print 1988). Pegasus Bridge. New York: Simon and Schuster. ISBN 978-0-671-52374-9
- Edwards, Denis (1999). The Devil's Own Luck: Pegasus Bridge to the Baltic 1945-45. Leo Cooper/Pen & Sword. ISBN 978-0-85052-667-7
- Parr, Barry (2007). What d'ya do in the war, Dad? Trafford Publishing. ISBN 978-1-4251-1073-4
- Norbert Hugedé, Le commando du pont Pégase (unreliable on many points, but witness reports of local French civilians cited)
- Historica Nr. 34: Normandie 1944 (publ. Heimdal. 1993)
- John Howard en Penny Bates, The Pegasus Diaries about the military career of Major Reginald John Howard, commanding officer of D Company Ox and Bucks who took both bridges over the river Orne (Ranville) and the Canal de Caen (Benouville) in the night before D-Day.

## Eksterne kilder
- Pegasus broen som model Arkiveret 8. juni 2009 hos  Wayback Machine (engelsk)
- Musée de Pegasus Bridge (fransk)
- Royal Engineers Museum Arkiveret 14. august 2009 hos  Wayback Machine 6th Airborne Divisional Engineers – D Day 1944 (engelsk)
- The 6th Airborne Division in Normandy (engelsk)
- BBC 'The People's War' (engelsk)
- Pegasus broen i 1944 (engelsk)
- En detaljeret beskrivelse af området og operationen (engelsk)
- D-Day : Etat des Lieux : 6th Airborne Division in Normandy (engelsk)
- True Loyals: A History of 7th Battalion, the Loyal Regiment (North Lancashire) / 92nd (Loyals) Light Anti-Aircraft Regiment, Royal Artillery 1940-1946 (engelsk)
- Pegasus Bridge Forum (engelsk)

49°14′32″N 0°16′28″V / 49.24222°N 0.27444°V